# Orchestre symphonique de la radio de Prague

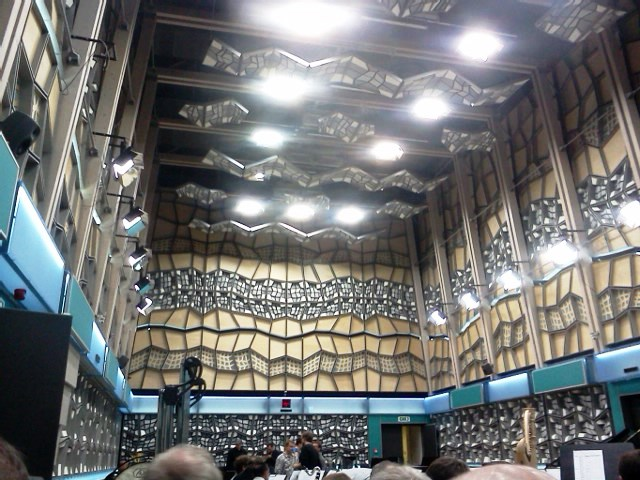
Orchestre symphonique de la radio de Prague

L’Orchestre symphonique de la radio de Prague (Symfonický orchestr Českého rozhlasu) est un orchestre de musique classique de Prague, en République tchèque, fondé en 1952.

## Historique
La radio d'ancien Tchécoslovaquie commence à diffuser des programmes réguliers en mai 1923. Des programmes de musique classique en direct deviennent très populaires. Un orchestre consacré à plein temps à la radio devient nécessaire et le 1er octobre 1926, l'orchestre Radiojournal est fondé sous la direction du chef d'orchestre Jozka Charvát.
En 1952, la popularité et la taille de l'orchestre sont telles qu'un second orchestre est créé, l'orchestre symphonique de la radio de Prague.

## Chefs d'orchestre
- Josef Hrnčíř
- Jiří Stárek
- Václav Neumann
- Franz Konwitschny
- Antonio Pedrotti
- Dean Dixon
- Jean Fournet
- György Lehel
- Otakar Jeremiáš
- Eugene Goossens
- Charles Münch

## Source
- (en) Cet article est partiellement ou en totalité issu de l’article de Wikipédia en anglais intitulé « Prague Radio Symphony Orchestra (SOČR) » (voir la liste des auteurs).